# チアノーゼ
チアノーゼ（ドイツ語: Zyanose、英語: cyanosis）とは、皮膚や粘膜が青紫色である状態を言う。一般に、血液中の酸素濃度が低下した際に、爪床や口唇周囲に表れやすい。医学的には毛細血管血液中の脱酸素化ヘモグロビン（デオキシヘモグロビン）が5 (g/dL)以上で出現する状態を指す。よって、貧血患者の場合は、ヘモグロビンの絶対量が少ないために還元ヘモグロビンの量が5g/dL以上になりにくく、チアノーゼも発生し難い。

## 概要

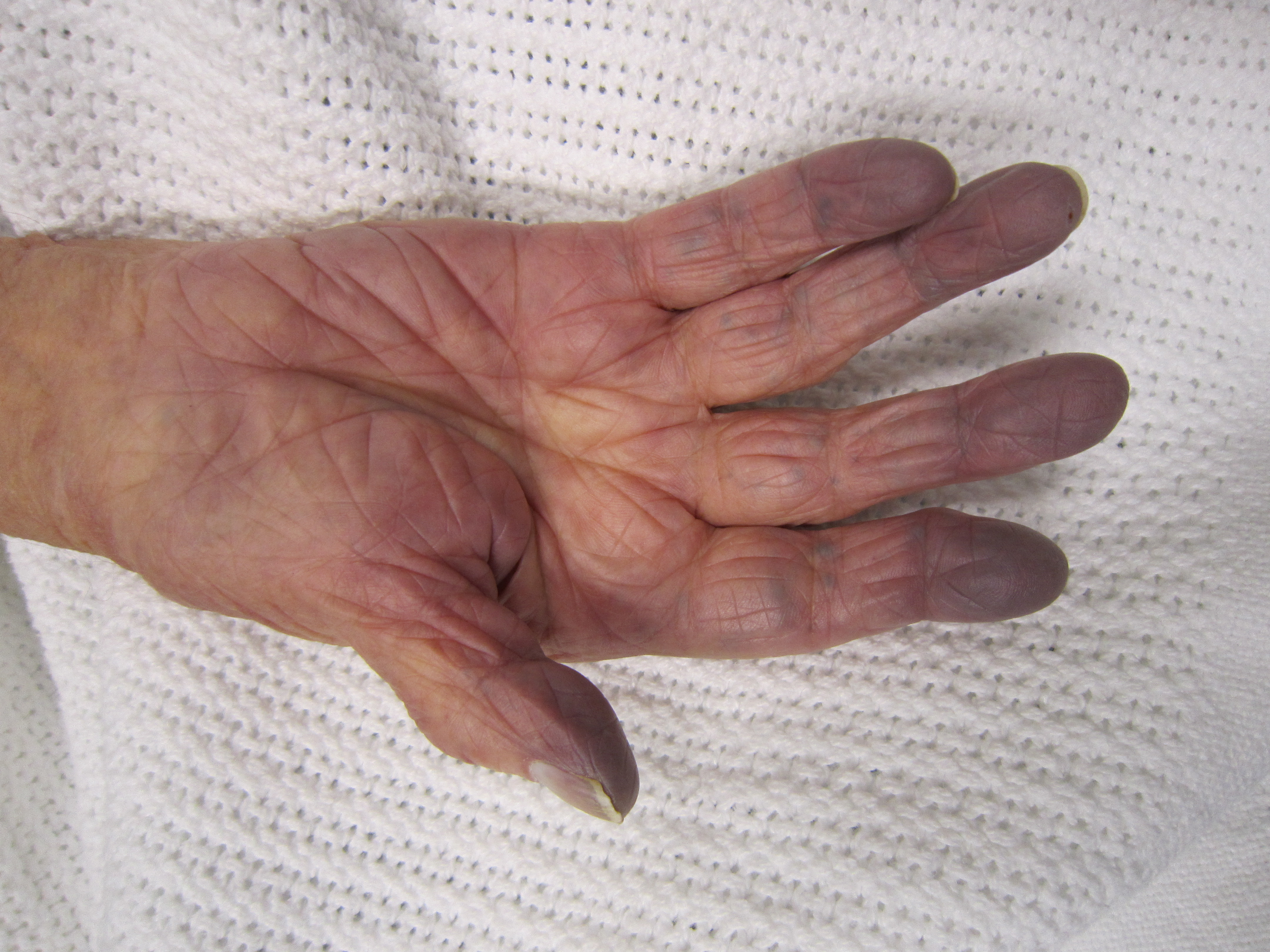
低酸素によりチアノーゼが現れた手。

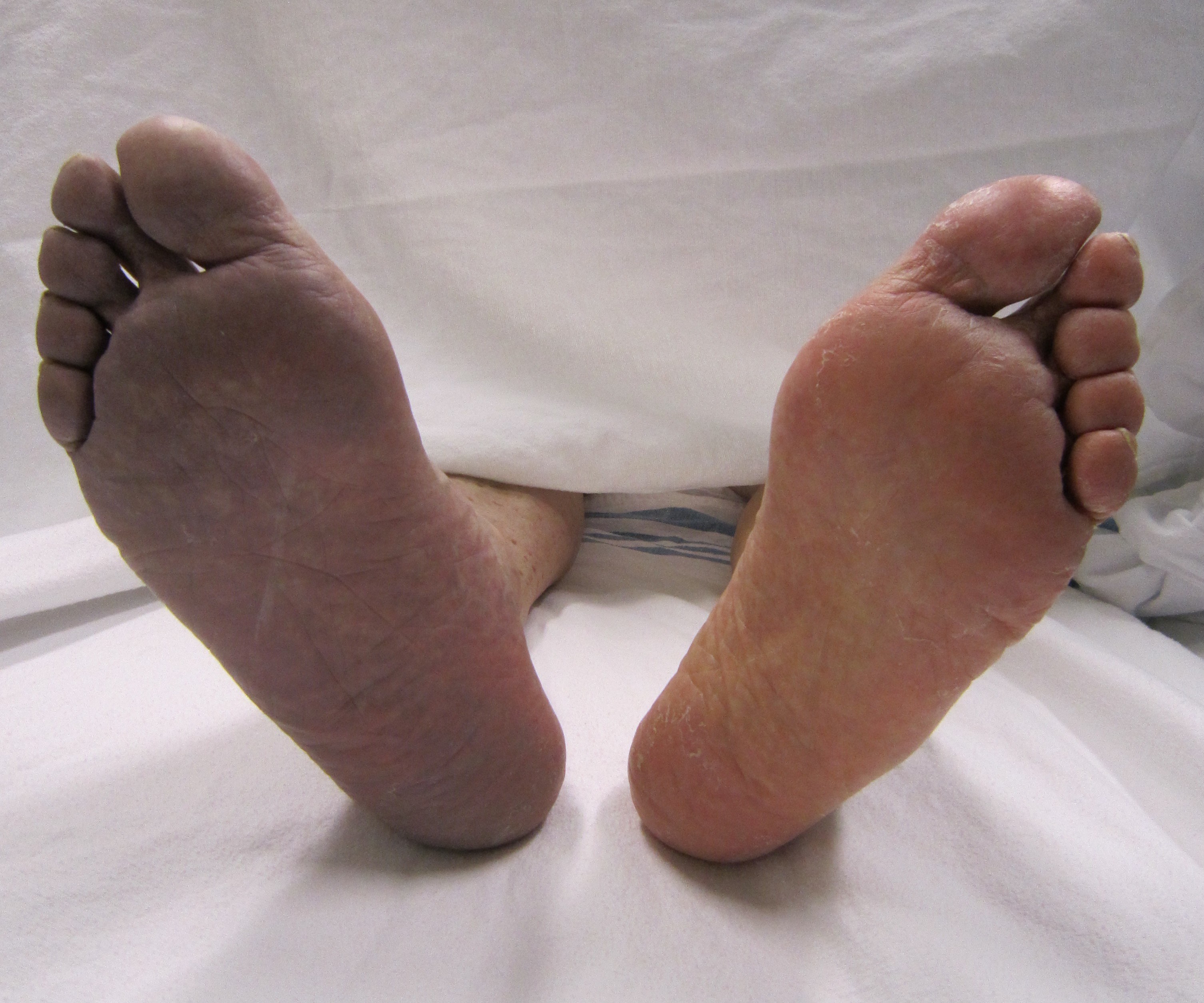
急性血栓症による血管閉塞のため、閉塞した先に血液が供給されずチアノーゼが現れた右足。

チアノーゼは、中心性チアノーゼと末梢性チアノーゼに分類できる。
中心性チアノーゼは、何らかの病態が原因として存在し、そのせいで動脈血の酸素濃度が低いために、全身でチアノーゼが出ている状態である。中心性チアノーゼが現れた際は、基本的に何らかの処置を必要とする。
これに対して末梢性チアノーゼは、基本的にチアノーゼが現れた部位のみに、血流の減少か、血行不良が起きたためで、局所的なチアノーゼが出た状態である。したがって末梢性チアノーゼが起きた部位は、身体の他の部位よりも温度が低下する。ただ、末梢性チアノーゼが起きていても、基本的に動脈血の酸素濃度は正常である。寒冷刺激に曝された場合や、水泳を行った際などに、四肢の末端や口唇などで起きたチアノーゼは、身体を温めることで回復する。

### 原因
チアノーゼの主な原因としては、
- 呼吸器または循環器の疾患。
- 静脈血が動脈血へと、異常に流入した場合。
- 異常なヘモグロビン。

が挙げられる。
上2つの原因に関しては、血管中の還元ヘモグロビン（運んでいた酸素を放出したヘモグロビン）の数が起因している。
本来還元ヘモグロビンは静脈を通って肺に運ばれ、そこで酸素と結びついて酸化ヘモグロビンとなり、動脈を通り全身に運ばれる。しかし呼吸器疾患により還元ヘモグロビンが酸素と結びつかなかったり、循環器疾患により全身、あるいは一部器官の還元ヘモグロビンの数が異常に多くなった時、その色がチアノーゼとして現れる。

### その他
また、首吊り自殺した人の顔や水死体、呼吸困難により死亡した人の顔、絞殺された死体にもチアノーゼは現れる。それ以外にも先天的な心疾患や肺疾患、あるいは心肺停止状態のような末期の特徴として現れる。
また、血色素の異常によってもチアノーゼが起こる。